# Festival du film de La Réunion
Le festival du film de La Réunion est un festival de cinéma ayant eu lieu annuellement de 2005 à 2014 sur l'île de La Réunion, département d'outre-mer français dans le sud-ouest de l'océan Indien. Cet événement créé, organisé et présidé par Fabienne Redt était centré autour du multiplexe de Saint-Paul et de la plage des Brisants, à Saint-Gilles les Bains, où les films étaient  projetés gratuitement. Un jury attribuait des récompenses appelées Mascarins.

## Récompenses
Baptisés Mascarins par référence au mascarin de La Réunion, oiseau endémique de l'île aujourd'hui disparu, trois prix étaient attribués :
- Le Mascarin du meilleur film valait à son auteur une prime de 10 000 euros attribuée par la Fondation France Télévisions.
- Le Mascarin de la meilleure interprétation féminine était primé par le magazine féminin Marie Claire.
- Le Mascarin de la meilleure interprétation masculine était quant à lui primé par Studio magazine, revue spécialisée en cinéma[1].

## Histoire

### 2005

#### Jury
Le jury de la première édition, en 2005, était composé de Lou Doillon, Frédérique Moidon et Jean-Paul Rouve.

#### Palmarès
- Frankie, de Fabienne Berthaud.
  - Il ne faut jurer de rien !, d'Éric Civanyan.
  - La vie est à nous !, de Gérard Krawczyk.
  - Müetter, de Dominique Lienhard.
  - Quand les anges s'en mêlent, de Crystel Amsalem.
  - Sans limite, de Cheyenne Carron.
  - Tout pour plaire, de Cécile Telemarn.

### 2006

#### Jury
Présidé par Claude Brasseur, le jury comprenait Frédéric Bouquet-Grilli, Antoine Duléry, Françoise Kersebet, Samuel Le Bihan, Dominique Palant Lavit d'Hautefort, Saïd Taghmaoui, Charlotte Valandrey.

#### Palmarès
- La Faute à Fidel !, de Julie Gavras.
  - Ne le dis à personne, de Guillaume Canet.
  - Les Fragments d'Antonin, de Gabriel Le Bomin.
  - Nue Propriété, par Joachim Lafosse.
  - Pardonnez-moi, de Maïwenn.
  - 7 ans, de Jean-Pascal Hattu.

### 2007
La troisième édition a eu lieu du mardi 23 au 27 octobre 2007 avec huit films au programme, dont six en compétition. Un secret a été projeté hors compétition en ouverture du festival en présence de Patrick Bruel, parrain de la manifestation, mais aussi de Julie Depardieu, de Ludivine Sagnier et de son réalisateur, Claude Miller.

#### Jury
Présidé par Claude Miller, le jury comprenait Aure Atika, Raymond Barthes, Julie Depardieu, Rodolphe Pacaud, Alysson Paradis, Rachelle Pothin, Ludivine Sagnier, Ali Sekkaki et Florence Thomassin.

#### Palmarès
Les jurés devaient départager :
- Caramel, de Nadine Labaki, en présence d'Adel Karam.
- Actrices, de Valeria Bruni-Tedeschi, représenté par cette dernière, Olivier Delbosc, Louis Garrel et Noémie Lvovsky.
- L'âge d'homme... maintenant ou jamais, de Raphaël Fejtö, en présence de ce dernier, Aïssa Maïga et Clément Sibony.
- Deux vies plus une, d'Idit Cebula, représenté par ce dernier, François Kraus et Jocelyn Quivrin.
- Nos retrouvailles, de David Oelhoffen, représenté par ce dernier, Olivier Charvet et Nicolas Giraud.
- Sans moi, d'Olivier Panchot, représenté par ce dernier, Marie Masmonteil et Vincent Martinez[1].

### 2008

#### Jury
Présidé par Patrice Leconte, le jury était composé de Jacques Dambreville, Pascal Elbé, Estelle Lefébure, Vincent Mengin, Pascal Montrouge, Anne Parillaud, Emmanuelle Seigner, Clément Sibony et Françoise Vergès.

#### Palmarès
- Les Grandes Personnes, d'Anna Novion.
- Pour elle, de Fred Cavayé.
- Le Bruit des gens autour, de Diastème.
- Mascarades, de et avec Lyes Salem.
- Sur ta joue ennemie, de Jean-Xavier de Lestrade.
- Bouquet final, de Michel Delgado.

### 2009

#### Jury
Présidé par Étienne Chatiliez, le jury comprenait notamment Emma de Caunes, Marina Foïs, Vahina Giocante et Alice Taglioni. Etaient également présents durant le festival Victoria Abril, Valérie Benguigui, Virginie de Clausade, Shahana Goswami, Saïda Jawad, Gérard Jugnot, Sachin Kundalkar, Philippe Lefebvre, Radu Mihaileanu, Jocelyn Quivrin et Milind Soman.

#### Palmarès
Le Mascarin du meilleur film a été attribué à J'ai oublié de te dire, de Laurent Vinas-Raymond.

### 2010

#### Jury
Le jury du festival, présidé par Xavier Beauvois, réunissait également les acteurs Anne Consigny, Jean-Pierre Darroussin, Emmanuelle Devos, Melvil Poupaud, et Jean-Paul Rouve, ainsi que le chanteur Gilbert Pounia et le photographe Joël Pèlerin. Les acteurs Nathalie Baye, Pierre Salvadori, Benjamin Siksou, Milind Soman, Saïd Taghmaoui et Audrey Tautou étaient également présents pendant le festival, tout comme la réalisatrice Fabienne Berthaud.

#### Palmarès
- Mascarin du meilleur film: Belle Épine de Rebecca Zlotowski
- Meilleure interprétation féminine : Diane Kruger dans Pieds nus sur les limaces
- Meilleure interprétation masculine : Benjamin Siksou dans Toi, moi, les autres
- Prix spécial  : Nicolas Maury dans Belle Épine
- Prix du public : À bout portant de Fred Cavayé
- Prix du jury jeune : Pieds nus sur les limaces de Fabienne Berthaud

Films également primés : Contre toi de Lola Doillon - La Chance de ma vie de Nicolas Cuche.

### 2011

#### Jury
Présidé par Pierre Salvadori, le jury était composé des comédiens Louise Bourgoin, Léa Drucker, Elsa Zylberstein, Gilles Lellouche, Pio Marmaï, Stanislas Merhar, de l'éditrice Claudine Serre, du chorégraphe Ismaël Aboudou et de la chanteuse Laurence Beaumarchais.

#### Palmarès
- Mascarin du meilleur film: Parlez-moi de vous de Pierre Pinaud
- Meilleure interprétation féminine : Karin Viard dans Parlez-moi de vous
- Meilleure interprétation masculine : Mahmoud Shalaby dans Une bouteille à la mer
- Meilleure interprétation féminine du Jury Jeune : Yara Pilartz dans 17 filles
- Meilleure interprétation masculine : Nicolas Maury dans Let My People Go !
- Prix coup de cœur du jury jeune : Une bouteille à la mer de Thierry Binisti

### 2012

#### Jury
Jury : Présidé par Lucas Belvaux, le jury était composé des comédiennes Amira Casar, Anne Marivin, Natacha Régnier, Rachida Brakni, du chorégraphe Eric Languet, du réalisateur producteur Fred Eyriey et de l'ex Miss France et mannequin Kelly Dargaud.

#### Palmarès
- Orchidée d'Or du meilleur film: Mariage à Mendoza de Édouard Delux
- Meilleure interprétation féminine : Paloma Contreras dans Mariage à Mendoza
- Meilleure interprétation masculine : Jean-Pierre Darroussin dans Rendez-vous à Kiruna
- Prix du public: Dead Man Talking de Patrick Ridremont
- Meilleure interprétation féminine du Jury Jeune : Mélanie Thierry dans Comme des frères
- Meilleure interprétation masculine du Jury Jeune : Nicolas Duvauchelle dans Comme des frères
- Prix coup de cœur du jury jeune : Dead Man Talking de Patrick Ridremont